# Sytuacja prawna osób transpłciowych
     Legalna zmiana tożsamości, operacja nie jest wymagana.
     Legalna zmiana tożsamości, operacja wymagana.
     Nie ma możliwości prawnej zmiany tożsamości
     Brak danych lub niejednoznaczność

Przepisy dotyczące tożsamości płciowej i wyrażania jej według kraju lub terytorium:
Legalna zmiana tożsamości, operacja nie jest wymagana.
Legalna zmiana tożsamości, operacja wymagana.
Nie ma możliwości prawnej zmiany tożsamości
Brak danych lub niejednoznaczność

Ustawodawstwo dotyczące możliwości i warunków przeprowadzania zmiany prawnego oznaczenia płci i danych w dokumentach, tak aby były zgodne z płcią odczuwaną przez osobę transpłciową nie jest jednolite na świecie i wykazuje znaczne różnice w zależności od kraju. 

## Historia
Pierwszym krajem, w którym zmiany takie określono ustawowo, była Szwecja w 1972 r. Osoba odczuwająca potrzebę zmiany płci powinna mieć ukończone 18 lat, mieć obywatelstwo Szwecji, być stanu wolnego oraz cierpieć na trwałą niezdolność płodzenia albo rodzenia. Poświadczenie o przynależności do innej płci niż wpisana w akcie urodzenia wydaje odpowiednia komisja, po uprzednim zapoznaniu się z opiniami biegłych.
Jako przykład liberalnego prawa można wymienić holenderskie. W Holandii już osoba szesnastoletnia może ubiegać o proces zmiany płci i rozpoczęcie hormonoterapii. Rocznie decyzję taką podejmuje 10 osób.

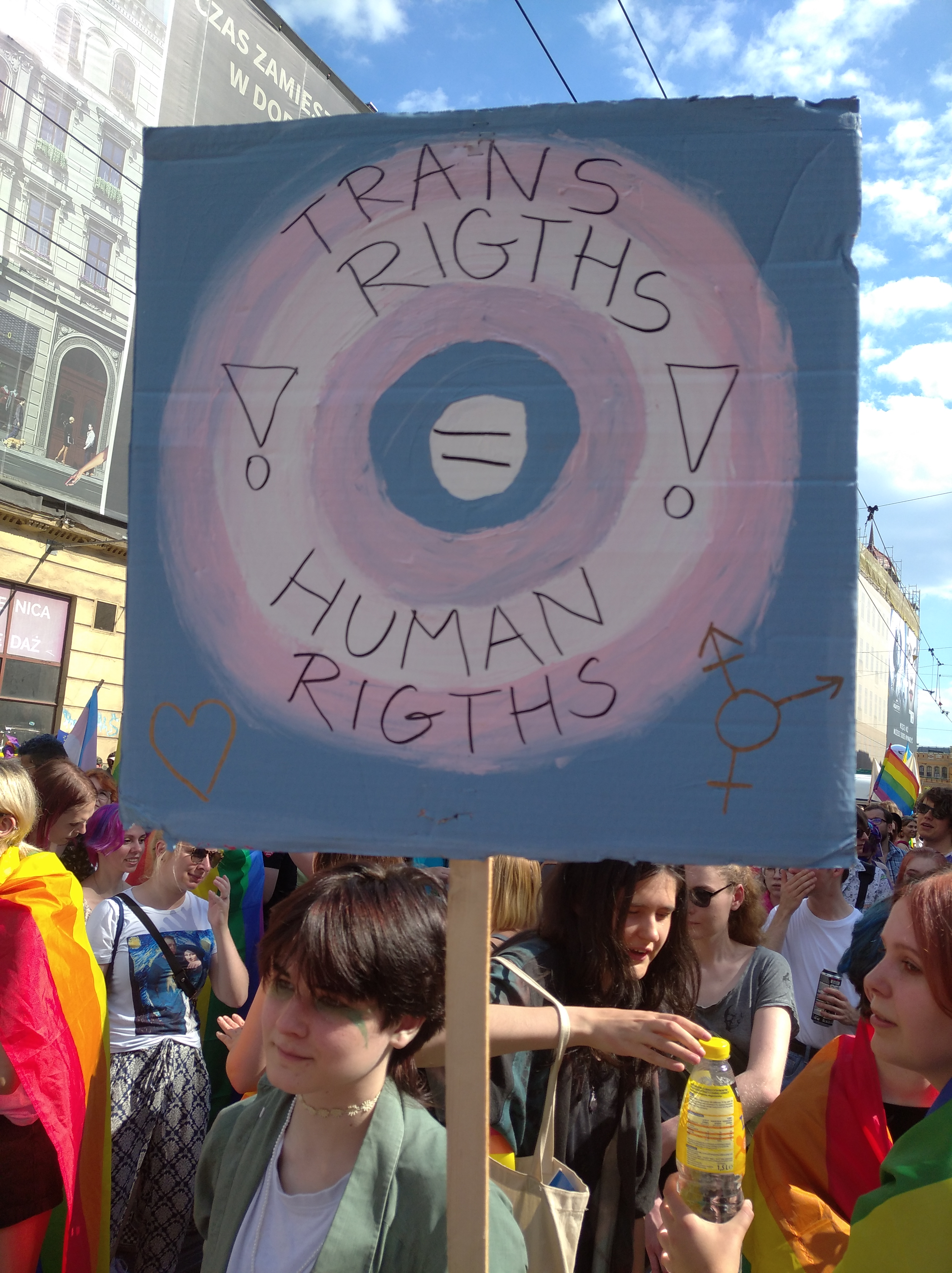
Postulat walki o prawa osób transpłciowych na wrocławskim marszu równości (2022).

12 września 2000 w Wiedniu podpisana została Konwencja o uznawaniu decyzji rejestrujących zmianę płci (ang. Convention on the recognition of decisions recording a sex reassignment, fr. Convention relative à la reconnaissance des décisions constatant un changement de sexe), będąca dziełem Zgromadzenia Ogólnego Międzynarodowej Komisji Stanu Cywilnego w Lizbonie 16 września 1999. Odnotowywanie zmiany płci przez sądy lub inne władze jednej ze stron jest uznawane przez inne państwa-strony, gdy w dniu złożenia wniosku zainteresowana osoba była obywatelem lub stałym mieszkańcem państwa, w którym została podjęta decyzja. Dopuszczalna jest odmowa, gdy a) gdy zmiana nie została przeprowadzona i nie odnotowana w przedmiotowej decyzji, lub b) jeżeli uznanie jest sprzeczne z porządkiem publicznym państwa, w którym powołano się na decyzję lub c) gdy decyzja została uzyskana w wyniku oszustwa. Spisana jest w języku francuskim. Depozytariuszem jest Szwajcaria. Konwencja nabrała mocy 1 marca 2011. Ratyfikowały ją Hiszpania i Holandia, podpisały bez ratyfikacji Austria, Grecja i Niemcy. Jest otwarta dla innych państw.
Europejski Trybunał Praw Człowieka 11 lipca 2002 w sprawie Christine Goodwin przeciwko Zjednoczonemu Królestwu uznał, że osoba po przejściu zabiegu korekty płci ma prawo do stosownych zmian w dokumentach oraz do zawarcia związku małżeńskiego wedle art. 12 Europejskiej Konwencji Praw Człowieka. W sprawie Heli Hämäläinen przeciwko Finlandii, gdzie kolejność zdarzeń była odwrotna (strona skarżąca w poddała się zabiegowi korekty płci w trakcie trwania małżeństwa), Trybunał 16 lipca 2014 r. orzekł, że art. 12 Konwencji nie zobowiązuje państw do uznawania małżeństw jednopłciowych. W sprawie Y. Y. przeciwko Turcji 10 marca 2015 Trybunał odmowę zgody sądu na zabieg korekty płci uznał za naruszenie art. 8 Konwencji (mówiący o ochronie życia osobistego i rodzinnego).
28 września 2011 roku Parlament Europejski przyjął rezolucję, w której „wzywa Komisję i Światową Organizację Zdrowia do usunięcia zaburzeń tożsamości płciowej z listy zaburzeń psychicznych i zaburzeń zachowania oraz do zapewnienia nowej klasyfikacji wolnej od ich patologizowania podczas negocjacji w sprawie 11. wersji Międzynarodowej Klasyfikacji Chorób i Problemów Zdrowotnych (ICD-11)”. Jednocześnie Parlament Europejski „wzywa w szczególności do depsychiatryzacji procesu, jaki przechodzą osoby transseksualne i transgenderowe, do możliwości wolnego wyboru zespołu opieki medycznej, do uproszczenia procesu zmiany tożsamości i do pokrycia kosztów przez system zabezpieczenia społecznego”.

## Stan prawny
Treść tej sekcji od 2022-01 należy opracować w taki sposób, aby nie uwypuklała nadmiernie polskiej specyfiki / aby nie zawężała się tylko do polskich warunków
Dokładniejsze informacje o tym, co należy poprawić, być może znajdują się w dyskusji tej sekcji.
 Po wyeliminowaniu niedoskonałości należy usunąć szablon [[Szablon:Dopracować|]] z tej sekcji.

### Polska

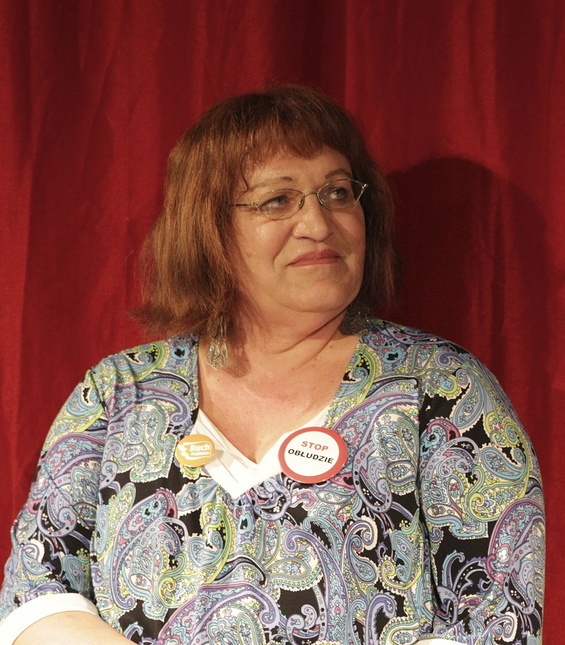
Anna Grodzka – polska działaczka społeczna i polityk, pierwsza jawnie transseksualna osoba wybrana do parlamentu krajowego w Europie

W Polsce nie wypracowano dotychczas norm prawnych określających sposób zmiany płci metrykalnej, chociaż same zabiegi zmiany płci morfologicznej wykonuje się u dorosłych osób, co więcej – prawo dopuszcza wykonywanie jej u osób, które dostosowały już swą płeć metrykalną. Wobec tego osoby transseksualne wykorzystują Kodeks postępowania cywilnego z 1964. Ustawa ta głosi:

Art. 189. Powód może żądać ustalenia przez sąd istnienia lub nieistnienia stosunku prawnego lub prawa, gdy ma w tym interes prawny

Stronę pozwaną stanowią ojciec i matka pozywającego. W razie pozytywnego rozpatrzenia ich sprawy przez sąd dokonuje się wpisu do aktu urodzenia i nadaje pozywającemu nowe imię tak, by zgadzało się one z jego nowo ustaloną płcią metrykalną. Otrzymuje on także nowe dokumenty. W świetle prawa staje się on osobą o płci, która została ustalona w postępowaniu (co dotyczy choćby różnic w czasie przejścia na emeryturę). Zmiana nie wpływa na władzę rodzicielską.
Pierwszym orzeczeniem w takiej sprawie był wyrok Sądu Wojewódzkiego dla m. st. Warszawy z 24 września 1964 r. w którym dopuszczono, jako podstawę zmiany oznaczenia płci, zastosowanie w drodze analogii przepisów o aktach stanu cywilnego stwarzających możliwość sprostowania w drodze sądowej aktu stanu cywilnego w razie błędnego lub nieścisłego jego zredagowania. Tryb ten zaaprobowano w uchwale Sądu Najwyższego z 25 lutego 1978 r.: W wypadku wyjątkowym sąd może sprostować akt urodzenia przez zmianę oznaczenia płci także przed dokonaniem korekcyjnego zabiegu operacyjnego zewnętrznych narządów płciowych, jeżeli cechy nowo kształtującej się płci są przeważające i stan ten jest nieodwracalny. W postanowieniu z 22 marca 1991 r. Sąd Najwyższy uznał : poczucie przynależności do danej płci może być uznane za dobro osobiste (art. 23 k.c.) i jako takie podlega ochronie również w drodze powództwa o ustalenie na podstawie art. 189 k.p.c. W wyroku Sądu Apelacyjnego w Katowicach z 30 kwietnia 2004 r. wskazano, że ustalenie płci w drodze orzeczenia sądowego nie może wyłącznie opierać się na poczuciu danej osoby o przynależności do określonej płci, gdyż rozstrzygająca powinna być ocena oparta na wiedzy lekarskiej. W wyroku z 6 grudnia 2013 r. Sąd Najwyższy uznał: interseksualizm i obojnactwo uzasadnia określenie płci człowieka z uwzględnieniem wszystkich innych cech jego budowy, nie wyłączając także świadomości zainteresowanego. Jego wystąpienie może powodować, że z konieczności, z czasem człowiekowi trzeba przypisać taką płeć, jakiej cechy są przeważające. Stwierdzone odchylenia od normy mogą powodować potrzebę dokonania tzw. zabiegu korekcyjnego, polegającego na dostosowaniu zewnętrznych narządów płciowych do przeważających cech płci, bądź istniejących od początku, bądź ukształtowanych w okresie późniejszym. Według postanowienia Sądu Najwyższego z 28 maja 2014 r. zmiana płci w wyniku zabiegu medycznego nie uzasadnia sporządzenia nowego aktu urodzenia; zmianę ujawnia się we wzmiance dodatkowej.